# 도미니크 블랑
도미니크 블랑(Dominique Blanc, 1956년 4월 25일 ~ )은 프랑스의 배우이다.

## 출연 작품
- 내 인생의 여인 (1986, La Femme de ma vie)
- 며칠만 나와 함께 (1988, Quelques jours avec moi)
- 여자 이야기 (1988)
- 밀루의 어떤 5월 (1990, Milou en mai)
- 인도차이나 (1992) - 이베떼 역
- 여왕 마고 (1994)
- 토탈 이클립스 (1995) - 이자벨 역
- 나를 사랑하는 사람들은 기차를 타시오 (1998, Ceux qui m'aiment prendront le train)
- 군인의 딸은 울지 않는다 (1998)
- 배우들 (2000, Les Acteurs)
- 따뜻한 인정 (2001, Le Lait de la tendresse humaine) - 클레르 역
- 포르노그래퍼 (2001, Le Pornographe)
- Peau d'ange (2002)
- 스페셜 딜리버리 (2002, C'est le bouquet !)
- 옥의 티 (2005, Un fil à la patte)
- 캡틴 에이헙 (2007, Capitaine Achab) - 단편
- 파리의 도둑 고양이 (2010) - 목소리
- 두 명의 뒤마 (2010, L'Autre Dumas)
- Un amour (Roman) (2014) - 목소리 (다큐멘터리)
- Fou d'amour (2015)
- 파리지앵 (2015, Peur de rien)
- Réparer les vivants (2016)
- 스텝 바이 스텝 (2016) - 샬르 역
- 악의 기원 (2022, L'Origine du mal)